# Blies-Ébersing
Pour les articles homonymes, voir Blies (homonymie) et Ebersing.
Ne doit pas être confondu avec Vahl-Ebersing.
Blies-Ébersing [bliz ebɛʁsɛ̃] est une commune française située dans le département de la Moselle et le bassin de vie de la Moselle-est en région Grand Est. Ses habitants sont appelés les Blies-Ebersingeois.

## Géographie
| Frauenberg    | Mandelbachtal (Allemagne) |            |
| Sarreguemines | Blies-Ébersing            | Bliesbruck |
| Sarreinsming  |                           | Wiesviller |

Blies-Ébersing est située à 7 km au nord-est du centre de Sarreguemines et est attenante au quartier sarregueminois de Folpersviller. Le village s'étend le long de la route départementale 82 longeant la Blies, entre Frauenberg et Bliesbruck.
La Blies sert de frontière entre le village et le territoire allemand. Cette proximité géographique avec l'Allemagne incite d'ailleurs de nombreux ressortissants allemands à s'installer dans la commune.
La superficie de la commune est relativement petite (5,24 km2) mais les paysages y sont très vallonnés. Comparativement aux communes voisines, les rives de la Blies sont particulièrement abruptes à Blies-Ebersing.
Les fermes du Grand Wiesing et du Petit Wiesing, situés au sud du ban, dominent à droite la route départementale Sarreguemines - Bitche.

### Hydrographie
La commune est située dans le bassin versant du Rhin au sein du bassin Rhin-Meuse. Elle est drainée par la Blies, le ruisseau Allmendbach, le ruisseau de Folpersviller, le ruisseau le Cobach et le ruisseau le Lach.
La Blies, d'une longueur totale de 19,7 km, prend sa source en Allemagne, pénètre dans la commune de Bliesbruck, puis constitue une limite séparative naturelle avec l'Allemagne jusqu'à sa confluence avec la Sarre au droit de Sarreguemines.

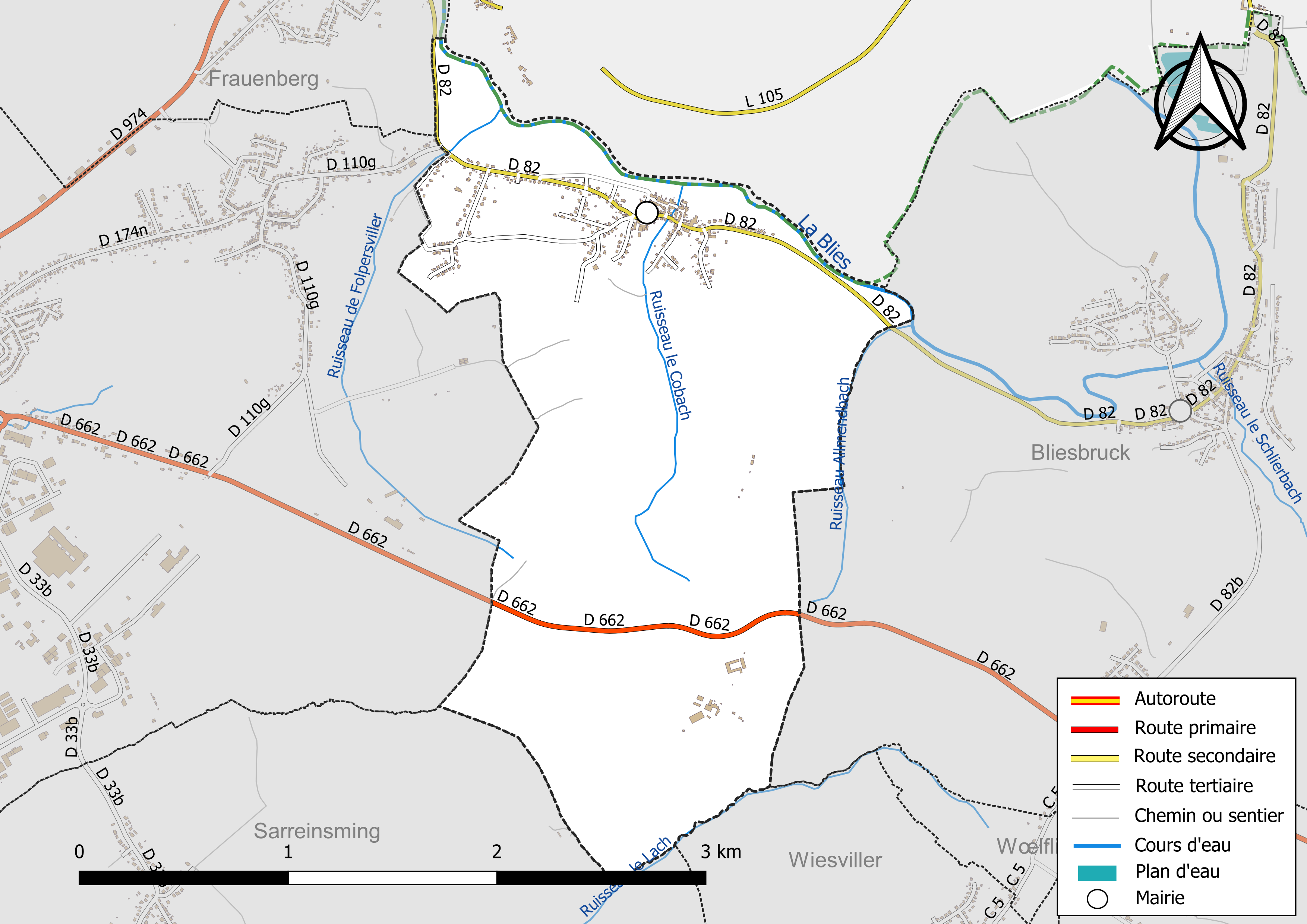
Réseaux hydrographique et routier de Blies-Ébersing.

La qualité des eaux des principaux cours d’eau de la commune, notamment de la Blies, peut être consultée sur un site spécial géré par les agences de l’eau et l’Agence française pour la biodiversité.

### Climat
Pour des articles plus généraux, voir Climat du Grand Est et Climat de la Moselle.
En 2010, le climat de la commune est de type climat des marges montargnardes, selon une étude du Centre national de la recherche scientifique s'appuyant sur une série de données couvrant la période 1971-2000. En 2020, Météo-France publie une typologie des climats de la France métropolitaine dans laquelle la commune est exposée à un climat semi-continental et est dans la région climatique  Vosges, caractérisée par une pluviométrie très élevée (1 500 à 2 000 mm/an) en toutes saisons et un hiver rude (moins de 1 °C). 
Pour la période 1971-2000, la température annuelle moyenne est de 10 °C, avec une amplitude thermique annuelle de 17,2 °C. Le cumul annuel moyen de précipitations est de 901 mm, avec 12,4 jours de précipitations en janvier et 9,3 jours en juillet. Pour la période 1991-2020, la température moyenne annuelle observée sur la station météorologique de Météo-France la plus proche, « Volmunster », sur la commune de Volmunster à 15 km à vol d'oiseau, est de 10,2 °C et le cumul annuel moyen de précipitations est de 760,1 mm. 
La température maximale relevée sur cette station est de 37,6 °C, atteinte le 25 juillet 2019 ; la température minimale est de −18,6 °C, atteinte le 24 décembre 2001,,. 
Les paramètres climatiques de la commune ont été estimés pour le milieu du siècle (2041-2070) selon différents scénarios d'émission de gaz à effet de serre à partir des nouvelles projections climatiques de référence DRIAS-2020. Ils sont consultables sur un site spécial publié par Météo-France en novembre 2022.

## Urbanisme

### Typologie
Au 1er janvier 2024, Blies-Ébersing est catégorisée ceinture urbaine, selon la nouvelle grille communale de densité à sept niveaux définie par l'Insee en 2022.
Elle appartient à l'unité urbaine de Sarreguemines (partie française), une agglomération internationale regroupant sept  communes, dont elle est une commune de la banlieue,,. Par ailleurs la commune fait partie de l'aire d'attraction de Sarrebruck (partie française), dont elle est une commune de la couronne,. Cette aire, qui regroupe 12 communes, est catégorisée dans les aires de 700 000 habitants ou plus (hors Paris),.

### Occupation des sols
L'occupation des sols de la commune, telle qu'elle ressort de la base de données européenne d’occupation biophysique des sols Corine Land Cover (CLC), est marquée par l'importance des territoires agricoles (77,1 % en 2018), en diminution par rapport à 1990 (81,2 %). La répartition détaillée en 2018 est la suivante : 
prairies (36,7 %), terres arables (35,2 %), forêts (11,8 %), zones urbanisées (10,8 %), zones agricoles hétérogènes (5,2 %), milieux à végétation arbustive et/ou herbacée (0,3 %). L'évolution de l’occupation des sols de la commune et de ses infrastructures peut être observée sur les différentes représentations cartographiques du territoire : la carte de Cassini (XVIIIe siècle), la carte d'état-major (1820-1866) et les cartes ou photos aériennes de l'IGN pour la période actuelle (1950 à aujourd'hui).

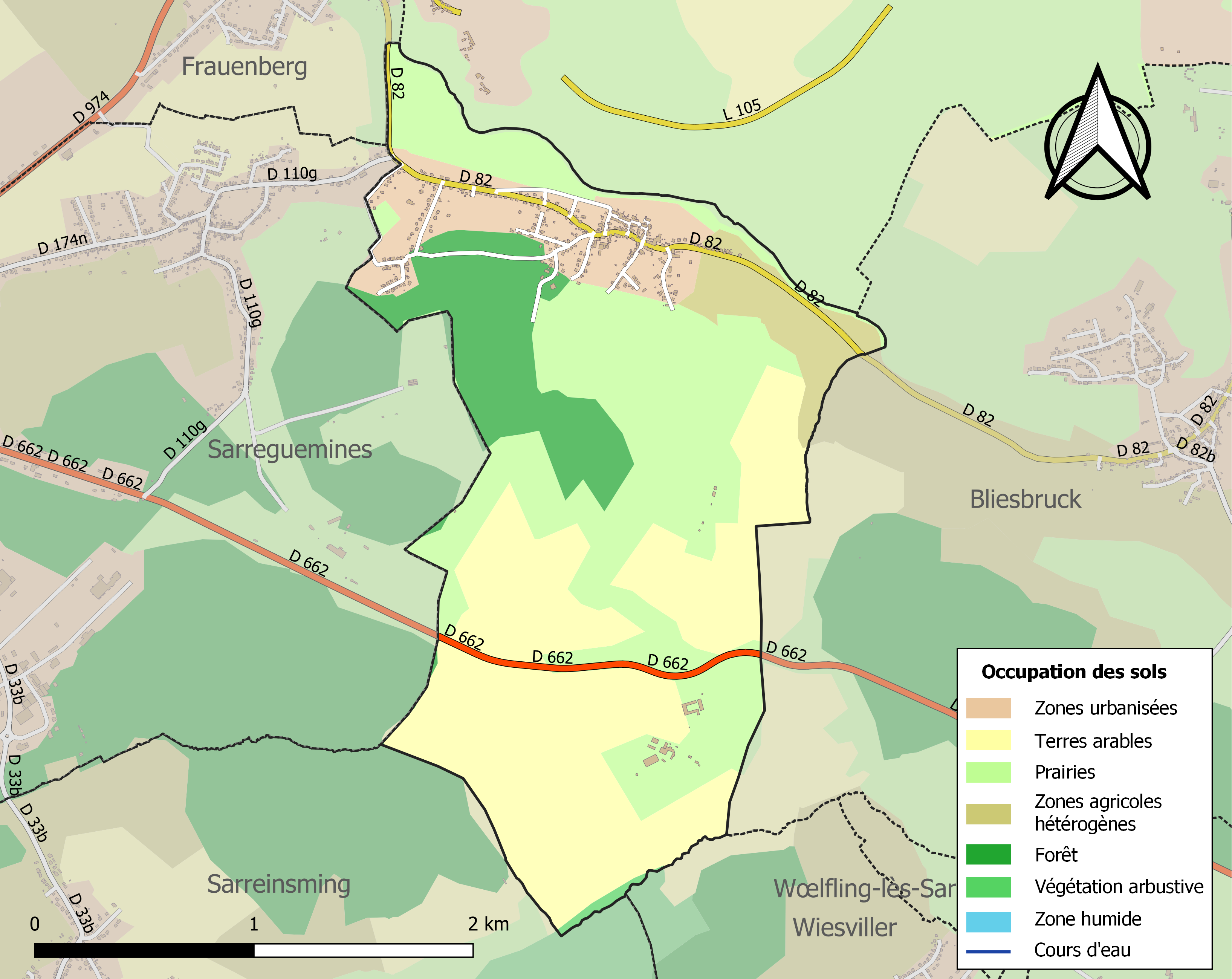
Carte des infrastructures et de l'occupation des sols de la commune en 2018 (CLC).

## Toponymie

### Blies-Ébersing
- Étymologiquement, le nom de Blies-Ebersing semble venir de l'agrégation de Blies, la rivière bordant le village et Eber qui signifie verrat en allemand et désignait par extension le sanglier (l'emblème du village est d'ailleurs un sanglier), suivi du suffixe -ing.
- En francique lorrain : Ebersinge[15].
- Eburchingen (1393), Ebersingen et Ebesingen (1581), Eberssingen (1594), Ebersching (XVIIIe siècle), Ebersing (1793), Blisebersing (1801), Bliesebersingen (carte de l'état-major), Blies-Ebersingen/Bliesebersingen (1871-1918 et 1940-1944).

### Wiesing
- Wisingen (1620), Wiesingen (1681), Visinguin et Visinguen (1702), Wisingue/Visingue (1756), Wisenguen/Wisengen (1779), Visingerhoff (carte Cassini), Wising (XIXe siècle).

## Histoire
- Village de l'ancienne province de Lorraine.
- Diocèse de Metz.
- Village détruit au cours de la guerre de Trente Ans.
- Le village de Blies-Ebersing faisait partie jusqu'après la Révolution de la paroisse de Habkirchen (localité située aujourd'hui en Sarre).
- En 1862, avait pour annexes les fermes de Wising-le-Grand et Wising-le-Petit.

## Politique et administration
| Période                                  | Période   | Identité         | Étiquette | Qualité |
| ---------------------------------------- | --------- | ---------------- | --------- | ------- |
| Les données manquantes sont à compléter. |           |                  |           |         |
| mars 1983                                | mars 1995 | Charles Bertrand |           |         |
| mars 1995                                | mars 2001 | Robert Tornow    |           |         |
| mars 2001                                | En cours  | Pascal Tarillon  |           |         |

## Démographie
L'évolution du nombre d'habitants est connue à travers les recensements de la population effectués dans la commune depuis 1793. Pour les communes de moins de 10 000 habitants, une enquête de recensement portant sur toute la population est réalisée tous les cinq ans, les populations de référence des années intermédiaires étant quant à elles estimées par interpolation ou extrapolation. Pour la commune, le premier recensement exhaustif entrant dans le cadre du nouveau dispositif a été réalisé en 2004.

En 2022, la commune comptait 600 habitants, en évolution de −9,09 % par rapport à 2016 (Moselle : +0,52 %, France hors Mayotte : +2,11 %).
| 1793 | 1800 | 1806 | 1836 | 1841 | 1861 | 1866 | 1871 | 1875 |
| ---- | ---- | ---- | ---- | ---- | ---- | ---- | ---- | ---- |
| 185  | 245  | 313  | 406  | 340  | 402  | 397  | 381  | 366  |

| 1880 | 1885 | 1890 | 1895 | 1900 | 1905 | 1910 | 1921 | 1926 |
| ---- | ---- | ---- | ---- | ---- | ---- | ---- | ---- | ---- |
| 383  | 382  | 361  | 362  | 370  | 394  | 392  | 351  | 380  |

| 1931 | 1936 | 1946 | 1954 | 1962 | 1968 | 1975 | 1982 | 1990 |
| ---- | ---- | ---- | ---- | ---- | ---- | ---- | ---- | ---- |
| 348  | 330  | 303  | 304  | 360  | 369  | 423  | 457  | 479  |

| 1999 | 2004 | 2006 | 2009 | 2014 | 2019 | 2022 | - | - |
| ---- | ---- | ---- | ---- | ---- | ---- | ---- | - | - |
| 529  | 538  | 558  | 588  | 642  | 619  | 600  | - | - |

## Culture locale et patrimoine

### Lieux et monuments
- Nécropole du haut Moyen Âge.

## Édifice religieux

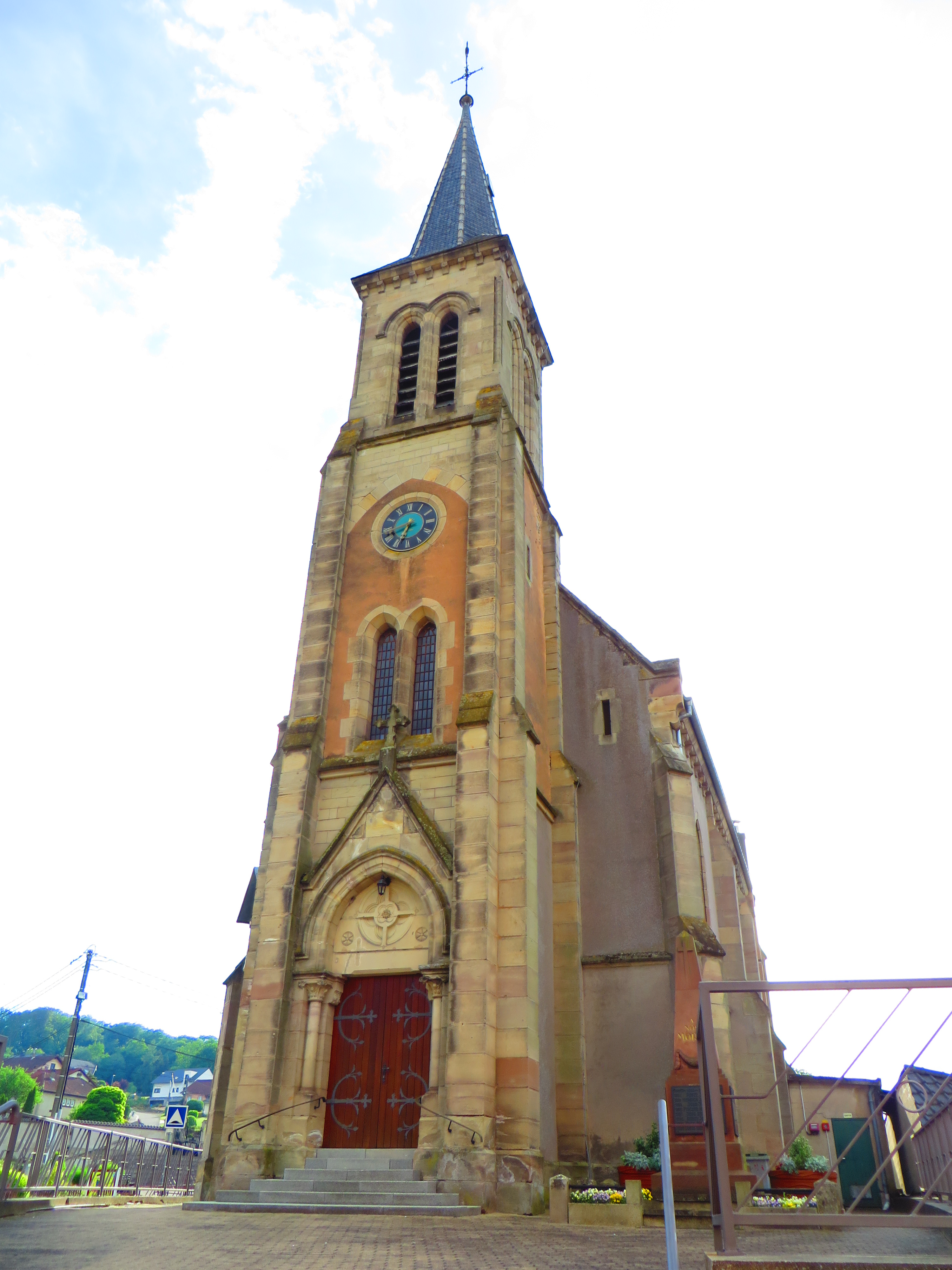
Église Saint-Hubert.

- Église Saint-Hubert (1874).

## Pour approfondir